# Norwegian Refugee Council
Norwegian Refugee Council (NRC), på norska Flyktninghjelpen, är en norsk icke-statlig organisation (stiftelse) bildad 1946. Den är verksam i mer än 40 länder, och ger mat, logi, rent vatten, juridisk hjälp och utbildning till flyktingar. Enligt egen uppgift hjälpte Flyktninghjelpen fler än 8,5 miljoner människor 2018.
NRC driver sedan 1998 Internal Displacement Monitoring Centre (IDMC), som är ett världsledande kunskapscentrum om internflyktingar, lokaliserat i Genève.